# Žiba
Žiba je říčka na západě Litvy, v Žemaitsku, v Klajpedském kraji, pramení v okrese Kretinga, 6 km od na západ od Kretingy 1,5 km na jihovýchod od městysu Vydmantai. Teče směrem převážně severním, jen u obce Rūdaičiai se posouvá na západ a ve vsích Užpelkiai a Žibininkai se vrací do směru na sever. Asi 3 km na východ od města Šventoji se vlévá do řeky Darba jako její levý přítok 3,6 km od jejího ústí do řeky Šventoji v úmoří Baltského moře.

## Přítoky
Řeka nemá významnější přítoky, má tři málo významné levé a pět málo významných pravých přítoků, jeden z nich jménem Brastva o délce 2,52 km, mimo dalších zcela nevýznamných přítoků.

## Obce při řece
- Vidmantai, Kveciai, Rūdaičiai, Žibininkai, Užpelkiai, Želviai